# Gemeindebau

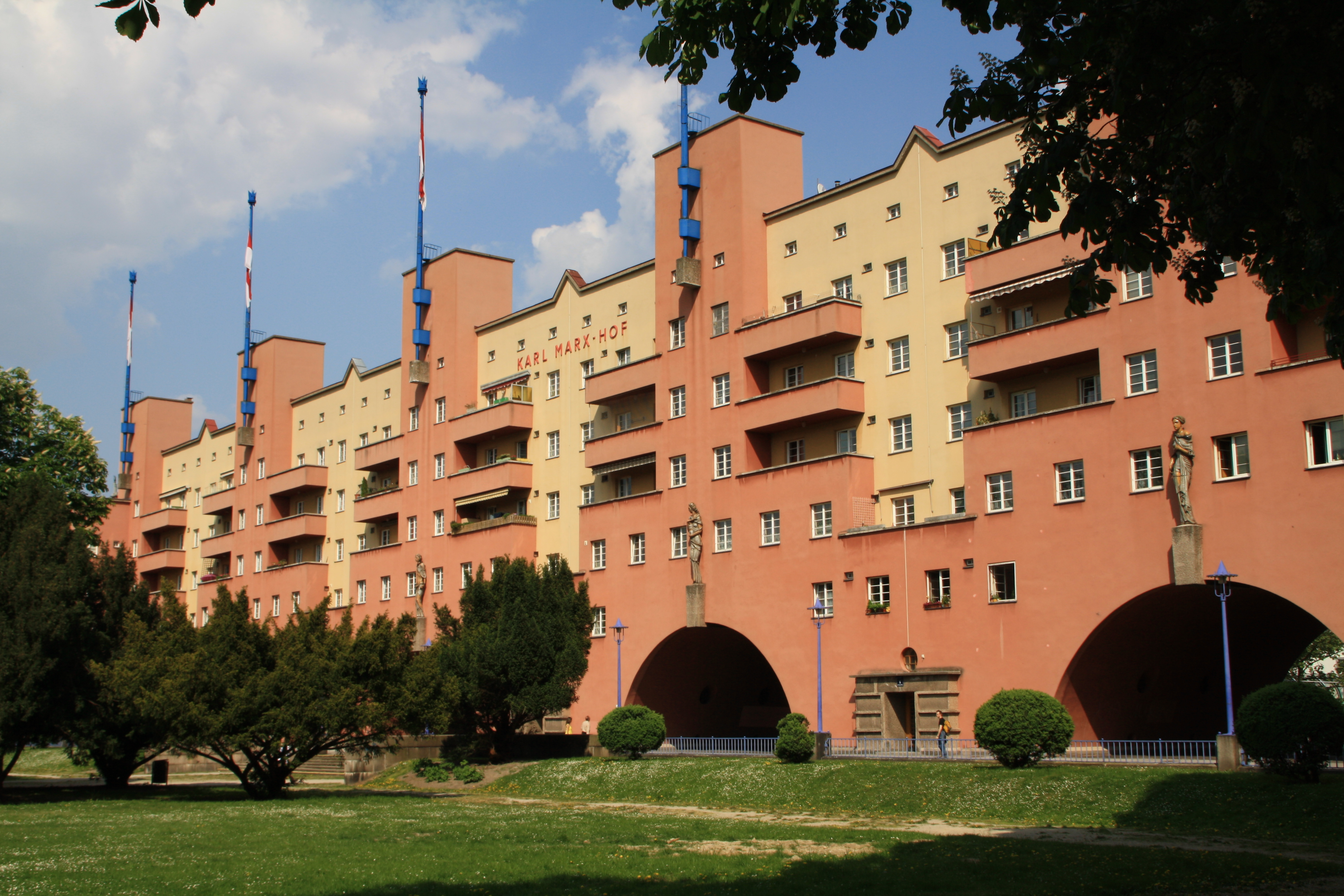
Der Karl-Marx-Hof (erbaut von 1927 bis 1933) im 19. Wiener Gemeindebezirk (Döbling) ist bis heute eine Ikone des „Roten Wien“.

Als Gemeindebau wird in Österreich, speziell in Wien, eine Form des kommunalen sozialen Wohnungsbaus bezeichnet. Gemeindebauten sind seit den 1920er Jahren ein wichtiger Bestandteil der Architektur und Kultur Wiens geworden. Auch andere Städte in Österreich errichteten nach Wiener Vorbild Gemeindebauten, diese erreichten aber nicht dieselbe Bedeutung.

## Geschichte

### Vorentwicklungen
Durch die Zuwanderungswelle aus den Kronländern Österreich-Ungarns nach Wien stieg die Bevölkerung bis 1910 auf über 2 Millionen Einwohner. Dadurch wurde die Wohnsituation der Arbeiterklasse oft von unzumutbaren Wohnverhältnissen bestimmt. Eine Folge dieser Entwicklung waren hohe Mietzinse. Die Wohnungen wurden überbelegt, d. h. die Zahl der Untermieter und „Bettgeher“ stieg, und das Wohnungselend wurde immer schlimmer.
Um 1900 entstanden in der Form von Werkswohnungen die ersten Ansätze des kommunalen Wohnungsbaus. Die Arbeit von neugegründeten karitativen Stiftungen und Vereinen war ein zweiter Ansatz zur Linderung des Elends.
Der Erste Weltkrieg bremste alle Entwicklungen, so dass 1917 fast drei Viertel aller Wiener Wohnungen überbelegte Ein- und Zweizimmerwohnungen waren. In diesem Jahr war die k.k. Regierung gezwungen, Maßnahmen zu treffen, damit die Familien von im Krieg stehenden Soldaten nicht delogiert werden, weil sie den Zins nicht mehr zahlen konnten: Eine Mieterschutzverordnung mit Mietzinsstopp („Friedenszins“) und eine Einschränkung des Kündigungsrechtes wurden geschaffen. Damit wurde – allerdings eher ungewollt – eine der wesentlichen Voraussetzungen für den späteren sozialen Wohnbau geschaffen. (Mieterschutz und Friedenszins für Altwohnungen blieben noch Jahrzehnte nach dem Zweiten Weltkrieg in Kraft.)

### Gemeindebauten der Ersten Republik

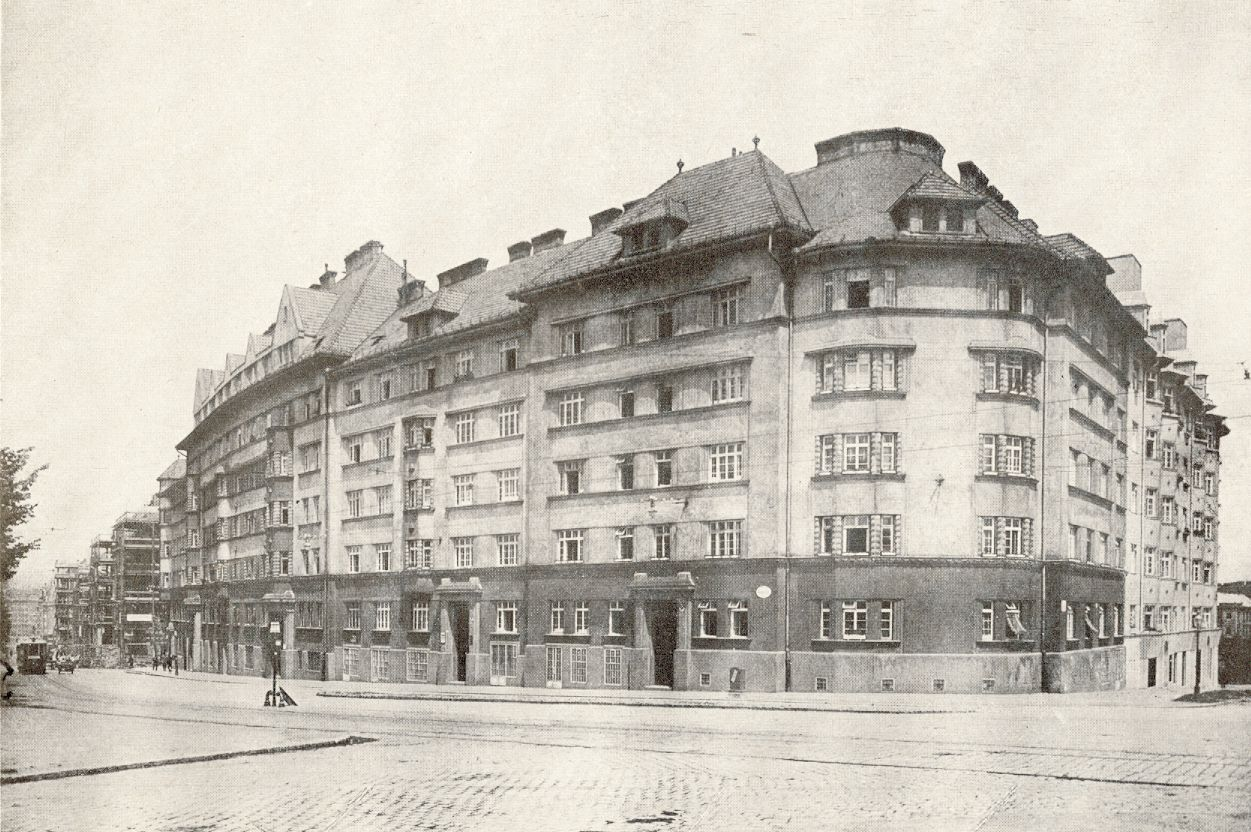
Metzleinstaler Hof im 5. Bezirk, der erste Wiener Gemeindebau (1919–1920)

Die in der Ersten Republik (1918–1934) im sogenannten Roten Wien regierende Sozialdemokratische Arbeiterpartei begann ein Projekt zur Verbesserung der Lebensumstände für Arbeiter. Rund 65.000 Gemeindewohnungen wurden, zumeist in großen Wohnanlagen, in dieser Zeit gebaut. Dies war möglich, da die Gemeinde Wien auf Grund der mangels privater Nachfrage gesunkenen Grundstückspreise eine Vielzahl von Grundstücken zu erschwinglichen Preisen erwerben konnte – so etwa den sogenannten „Drasche-Gürtel“ im Süden der Stadt, der von Meidling bis Kaiserebersdorf reichte, oder die „Frankl-Gründe“. Auch waren die Gemeindebauten durch die Wohnungsgemeinnützigkeit von Steuern befreit.
Als Wien 1920 bis 1922 eigenständiges Bundesland wurde, erlangte es auch die Steuerhoheit für Landesabgaben. So konnte der 1919 von Bürgermeister Jakob Reumann berufene Finanzstadtrat Hugo Breitner mit der auf seinen Vorschlag 1923 beschlossenen zweckgebundenen Wohnbausteuer die Basis für das kommunale Wohnbauprogramm legen. Die Wohnbausteuer war von allen Besitzern vermietbarer Räume zu entrichten, allerdings derart gestaffelt, dass die teuersten 0,5 % der Objekte 44,5 % der Gesamtsteuerleistung erbrachten.
Hauptziel des Wiener kommunalen Wohnungsbaus war das Errichten von Wohnanlagen, die gesunde Lebensbedingungen für ihre Bewohner ermöglichten. Einschließlich der nach 1934 fertiggestellten Objekte entstanden in 382 Gemeindebauten 65.000 Wohnungen mit Wohnraum für ungefähr 220.000 Bewohner. Die Wohnungen wurden nach einem Punktesystem vergeben, das Familien und einkommensschwache Bürger bevorzugte.

„Wenn wir einst nicht mehr sind, werden diese Steine für uns sprechen.“

In dieser Zeit entstanden die klassischen Gemeindebauten des Roten Wien:
- Lassalle-Hof (2. Bezirk)
- Rabenhof (3. Bezirk)

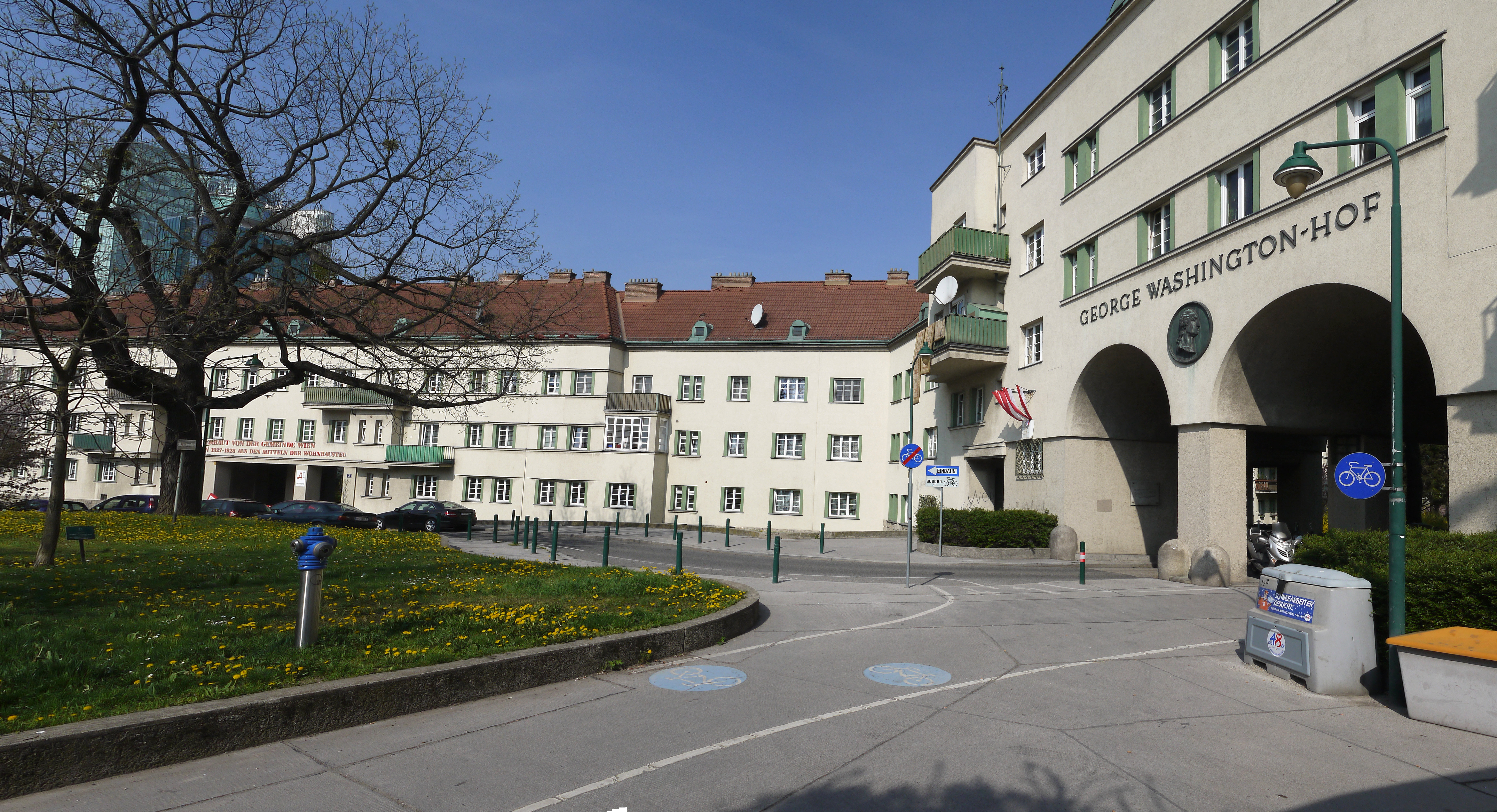
George-Washington-Hof im 10. und 12. Bezirk, Meidling, (1927–1930)

- Metzleinstaler Hof (5. Bezirk, der erste Gemeindebau 1919–1920)
- Reumannhof (5. Bezirk)
- Victor-Adler-Hof (10. Bezirk)
- Jean-Jaurès-Hof (10. Bezirk)
- George-Washington-Hof (10. und 12. Bezirk)
- Sandleitenhof (16. Bezirk; die größte Anlage mit 1.587 Wohnungen)
- Karl-Marx-Hof (19. Bezirk; 1.325 Wohnungen)
- Wohnhausanlage Friedrich-Engels-Platz (20. Bezirk; 1.467 Wohnungen)
- Karl-Seitz-Hof (21. Bezirk, 1.173 Wohnungen)
- Paul-Speiser-Hof (21. Bezirk, 469 Wohnungen)
- Goethehof (heute 22. Bezirk, 727 Wohnungen)

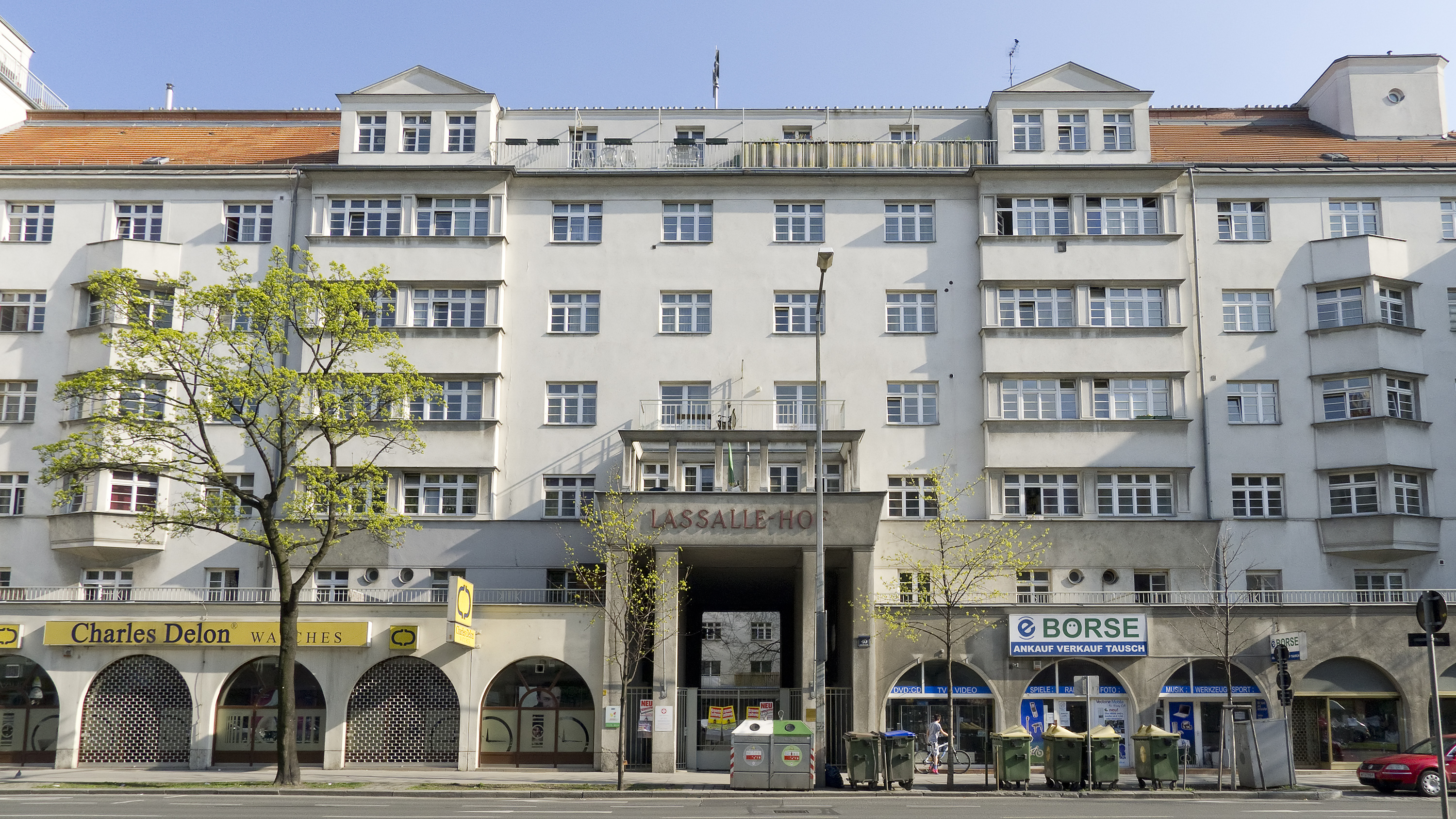
Lassalle-Hof, Haupteingang und Geschäftslokale an der Lassallestraße (1924–1926)
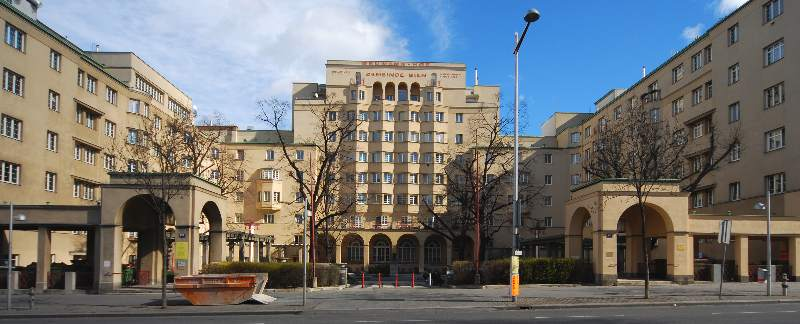
Straßenhof des Reumannhofs im 5. Bezirk (1924–1926)
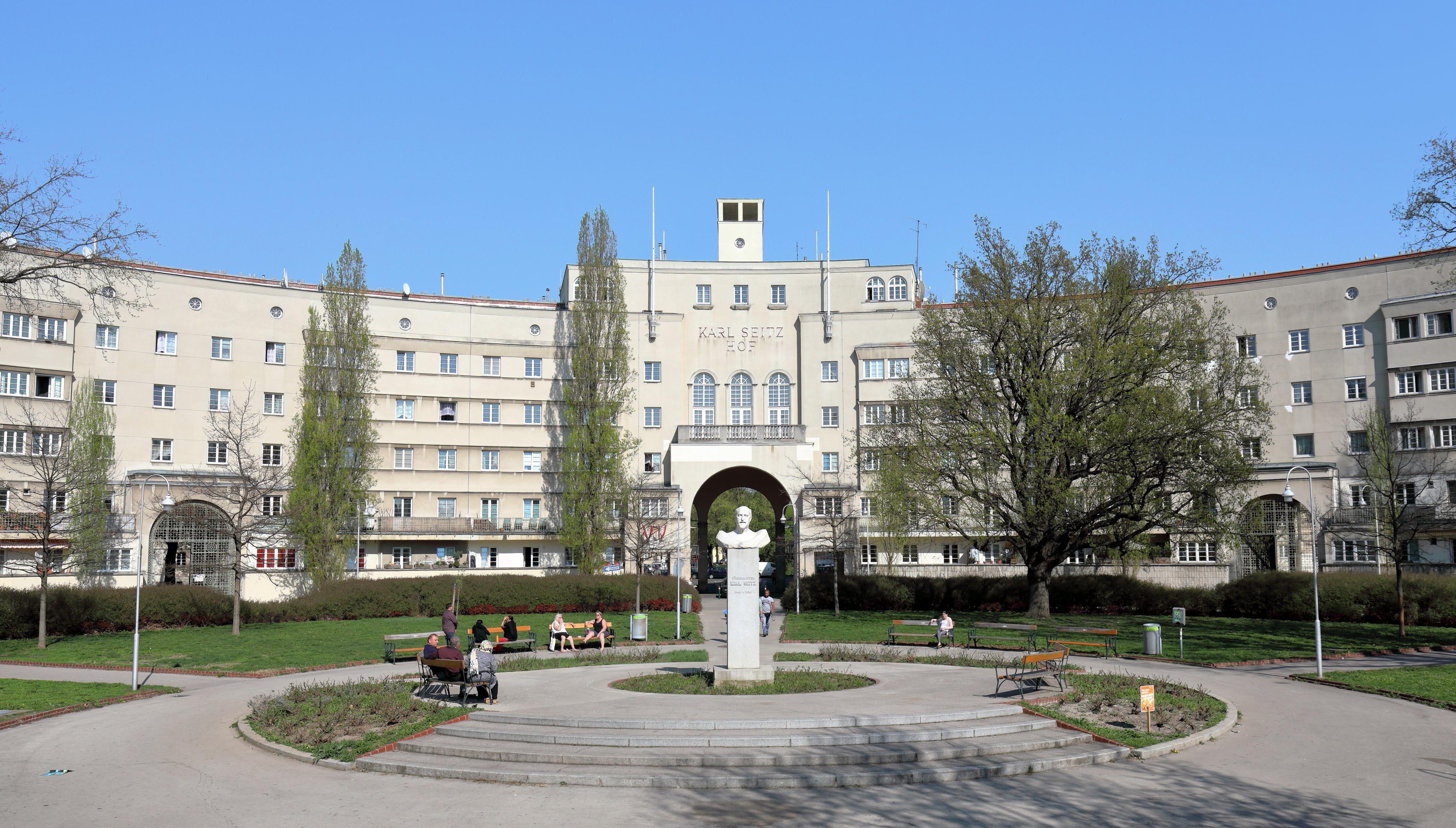
Karl-Seitz-Hof in Floridsdorf (1926–1933)
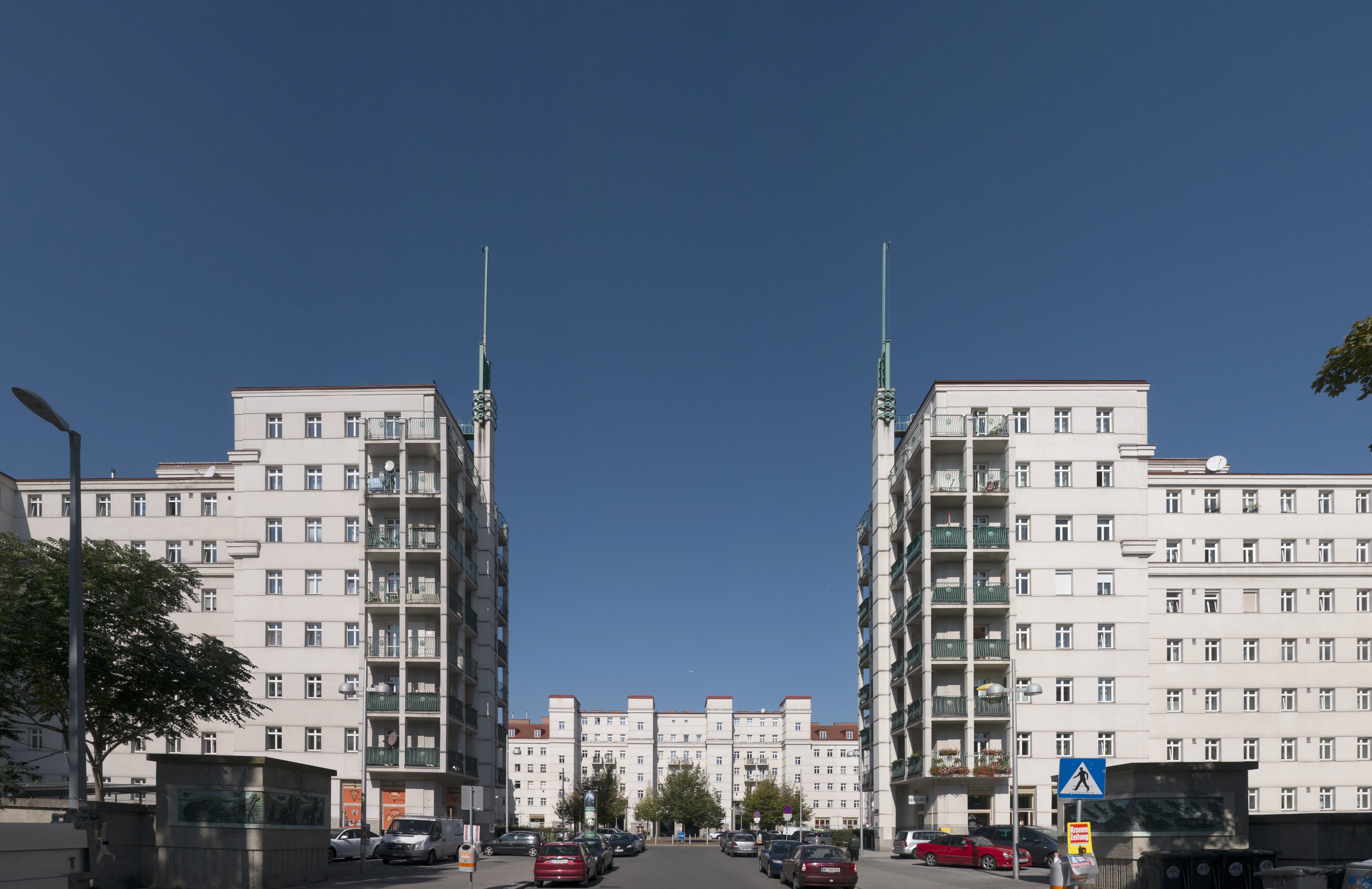
Wohnhausanlage Friedrich-Engels-Platz in der Brigittenau (1930–1933)

Die zeitgenössische konservative Kritik argwöhnte, Wiener Gemeindebauten seien festungsartig gestaltet worden, was nicht den Tatsachen entsprach. Die Architektur hatte bloß das Selbstbewusstsein der in Wien regierenden Sozialdemokraten, gelegentlich in heute pathetisch anmutender Form, zum Ausdruck gebracht. Während der Februarkämpfe 1934 wurden auch viele Wiener Gemeindebauten von Heimwehr und Bundesheer angegriffen und vom Republikanischen Schutzbund verteidigt. Dies geschah etwa im Karl-Marx-Hof, dem drittgrößten und berühmtesten Gemeindebau Wiens, der bei den Kämpfen stark beschädigt wurde, oder im Goethehof, der über die Donau hinweg mit Kanonen beschossen wurde. Grund für diese Kampfhandlungen war die Tatsache, dass in den Gemeindebauten viele Anhänger der Demokratie wohnten, die sich zur Abwehr faschistischer Strömungen im Schutzbund organisiert hatten und sich der Diktatur nicht wehrlos unterwerfen wollten.

### Die Stagnation 1934–1945
Mit der Machtergreifung der Austrofaschisten 1934 erlosch die Bautätigkeit des Roten Wien weitestgehend. Während der Jahre der NS-Diktatur zwischen 1938 und 1945 wurden die vorhandenen Mittel meist in die Rüstungsindustrie umgeleitet.
Zu Kriegsende 1945 waren rund 13 % des gesamten Wiener Wohnhausbestandes zerstört. Die beschädigten Gemeindebauten wurden in der Folge instand gesetzt, sodass heute alle 382 Gemeindebauten der Zwischenkriegszeit noch existieren.

### Gemeindebauten seit 1945
Nach Kriegsende mussten zuerst die Schäden an den Bauten beseitigt werden, immerhin war jede sechste Gemeindewohnung zerstört oder unbenutzbar. 1947 nahm die Stadt Wien mit der aus Ziegelschuttbeton errichteten Per-Albin-Hansson-Siedlung West ihre Wohnbautätigkeit wieder auf. Daneben wurden auch die zerstörten bzw. stark beschädigten Bauten bis zum Ende der 1950er Jahre wieder aufgebaut. Durch die Steuerbefreiung der gemeinnützigen Bauvereinigungen im Rahmen der Wohnungsgemeinnützigkeit und den damit einhergehenden privilegierten Zugang zu Fördermitteln der Wohnbauförderung wurden mehr als 80 % der Geschoßwohnungen in diesem Rahmen gebaut.
Der Architekturstil passte sich der jeweiligen Zeit an, beispielsweise im Bau von Hochhäusern oder in der Zeilenanordnung auf Grund der Baugrundknappheit. Dieser kommunale Wohnhaustyp der Wiederaufbauzeit zeichnet sich durch sehr schlichte Fassadengestaltung (wenig später als „Emmentaler-Architektur“ kritisiert, heute aber oft wohltuend einfach anmutend) aus. Damals war es wichtig, möglichst viel Wohnraum in kurzer Zeit zu errichten. Allein 1950 gab es 55.248 Wohnungssuchende, davon 31.309 der höchsten Dringlichkeitsstufe. Bis 1970 wurden auf diese Weise 96.000 Wohnungen geschaffen.
In den 1960er Jahren entstanden typische Hochhaussiedlungen in Fertigteilbauweise wie die Großfeldsiedlung in Leopoldau oder die Siedlung Am Schöpfwerk (1967–1980). In den 1970er Jahren wurden vor allem vielgeschoßige Suprastrukturen verwirklicht, bevorzugt wurden Terrassenhauswohnanlagen gebaut wie auf den Trabrenngründen (1973–1977) mit 2.437 Wohnungen. Dies war auch ein Zeitraum der Stadtentwicklung auf zuvor für den Wohnbau ungenutzten Flächen, welcher vor allem in den Jahren nach 2000 wieder in großem Stil begonnen hat.
Da die soziale Problematik solcher großdimensionierter Anlagen bald erkannt wurde, verlagerte sich der kommunale Wohnbau in den folgenden Jahren immer mehr in Richtung Baulückenschließungen, Stadterneuerungsprojekte, Wohnhaussanierung und verdichteten Flachbau. Damit konnte aber später nicht mehr das Auslangen gefunden werden, weshalb speziell nach dem Jahr 2000 wieder großflächige Stadterweiterungsprojekte in Angriff genommen wurden. 2012 wurde der soziale Wohnbau bei Projekten wie der Seestadt Aspern, dem Nordbahnhofgelände und dem Sonnwendviertel auf dem Areal des ehemaligen Frachtenbahnhofs Wien Süd wieder überaus aktiv.

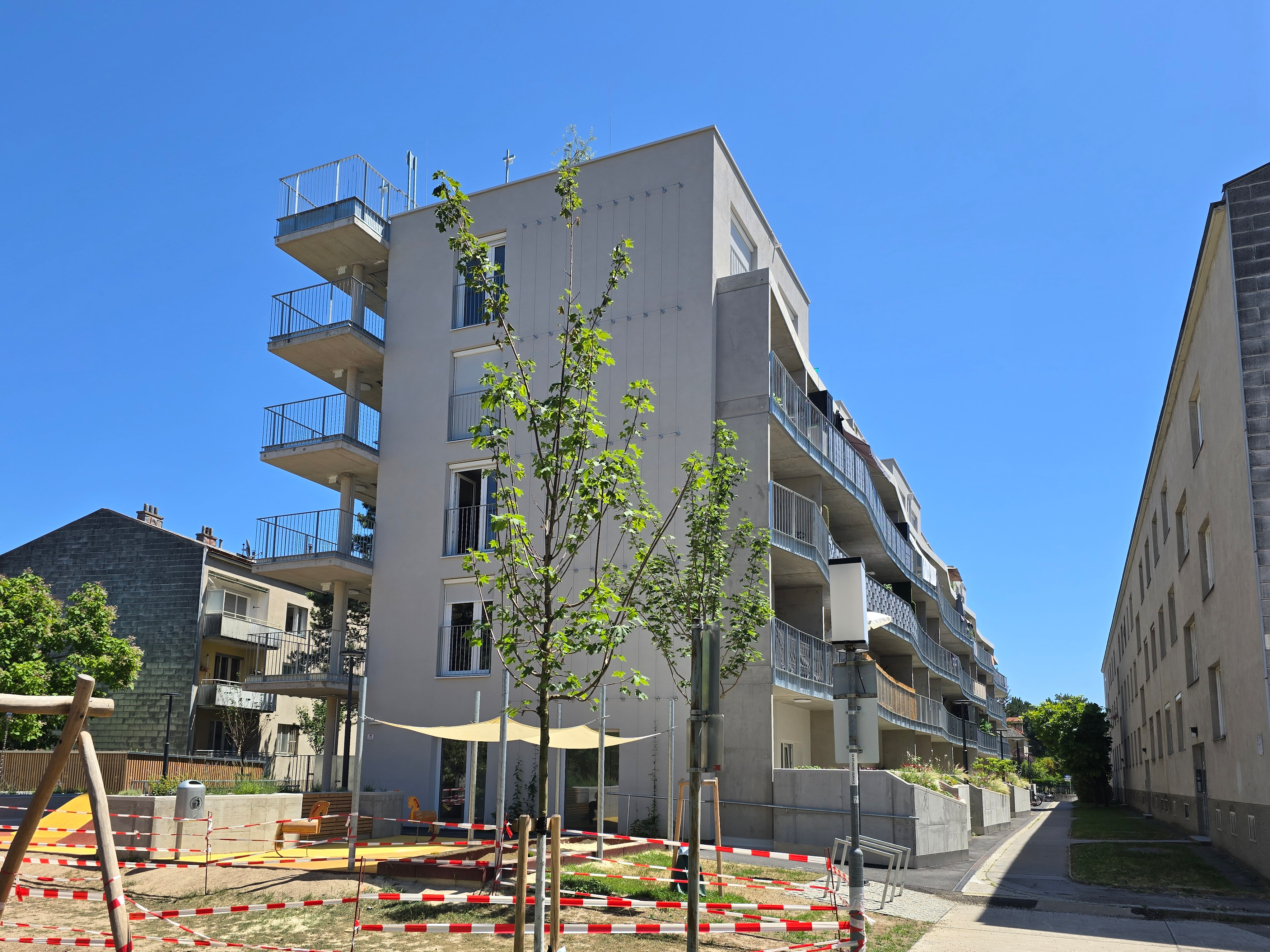
2025 fertiggestellter Gemeindebau in der Opitzgasse in Hietzing

Die Wiener Stadtverwaltung selbst beschränkte sich aber nunmehr oft auf die Planung und Förderung neuer Wohnanlagen: Der dann für fünfzehn Jahre letzte Gemeindebau wurde 2004 in der Rößlergasse im 23. Bezirk errichtet. In Hinblick auf ihren auch im internationalen Städtevergleich sehr großen eigenen Wohnungsbestand wollte die Stadtverwaltung dann soziale Wohnprojekte nicht mehr selbst als Bauherr bzw. Vermieter ausführen. Im Wahlkampfauftakt 2015 (Landtags-, zugleich Gemeinderatswahl) kündigte Bürgermeister Michael Häupl jedoch die Errichtung weiterer Gemeindebauten an. Im November 2019 wurde mit dem Barbara-Prammer-Hof in Favoriten wieder ein neuer Gemeindebau eröffnet, in Folge sind weitere errichtet worden bzw. sind in Bau oder Planung.
Heute besitzt die Stadt Wien ca. 220.000 Gemeindewohnungen und ist somit die größte Hausverwaltung Europas. Die Verwaltung erfolgt durch die öffentlich-rechtliche Unternehmung Wiener Wohnen, die einen Bestandteil des Magistrats der Stadt Wien bildet. In über 2.300 Gemeindebauten wohnen ca. 500.000 Bewohner, etwa ein Viertel aller Einwohner Wiens.
Seit 2010 werden die „atypischen“ Gemeindebauten von der stadteigenen WISEG (Wiener Substanzerhaltungsgesellschaft) verwaltet. Auf verschiedenen Wegen sind etliche vor Beginn des sozialen Wohnbaus errichteten Zinshäuser in den Besitz der Stadt Wien gekommen, in diesen Objekten werden ebenfalls Gemeindewohnungen vergeben. Durch das Alter und die typische Kleinheit der Objekte (selten mehr als 18 Wohnungen) ergeben sich aber andere Betreuungsschwerpunkte, insbesondere was die Erhaltung betrifft. Die meisten dieser Objekte liegen innerhalb des Gürtels.
Siehe dazu: Liste der von der WISEG betreuten Objekte
In einem Lied von Wolfgang Ambros wird die „Blume aus dem Gemeindebau“ besungen.

## Merkmale

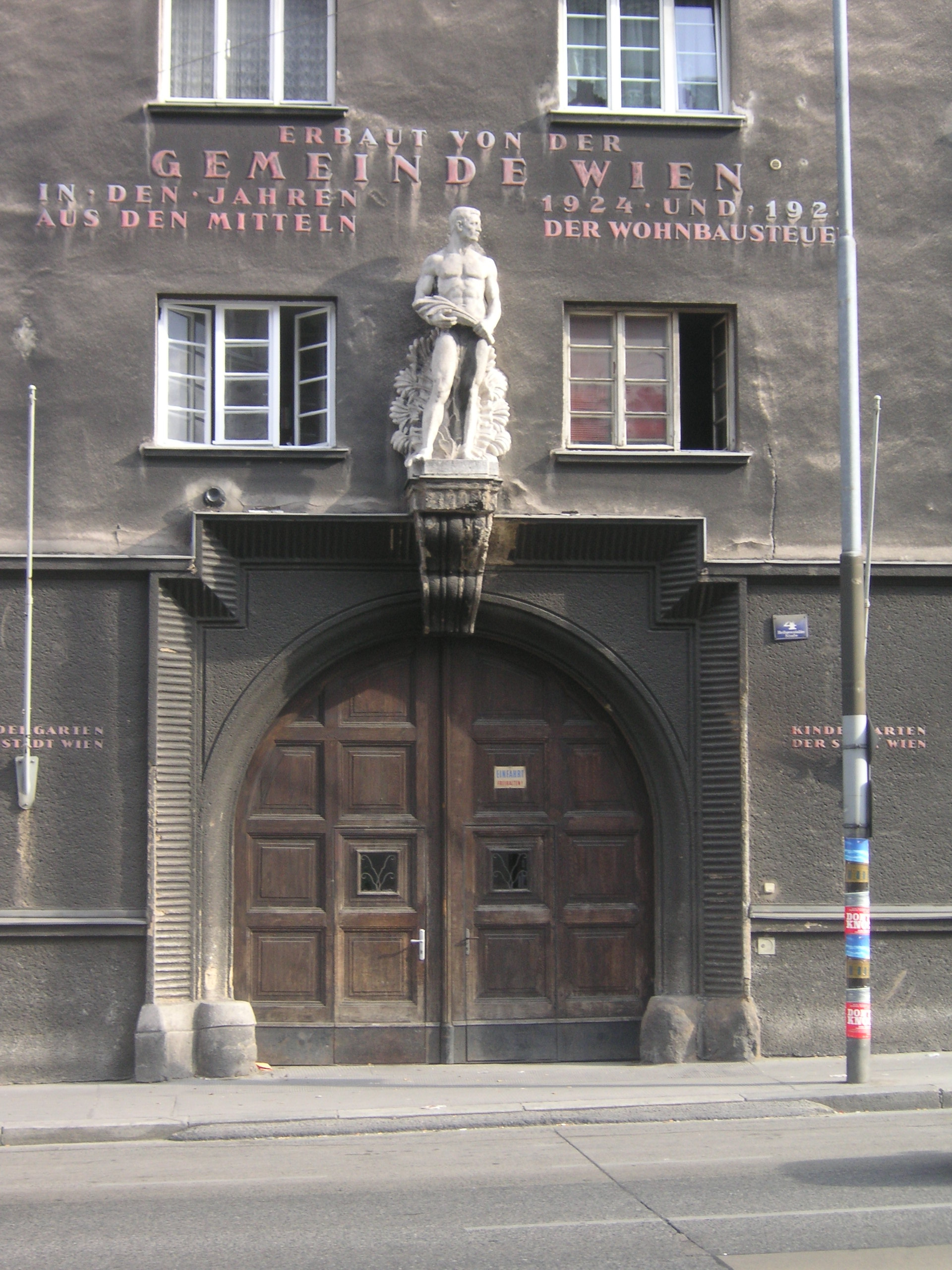
Gall-Hof am Alsergrund

Bei den Gemeindewohnungen treten die Gemeinden im Gegensatz zu Genossenschaftswohnungen selbst als Bauherr und als Vermieter auf. Typischerweise war der Gemeindebau eher in sozialdemokratisch dominierten Gemeinden vorhanden, während in der ÖVP zuzurechnenden Gemeinden eher Genossenschaften tätig wurden.
Die klassischen Gemeindebauten der Zwischenkriegszeit sind typischerweise in Blockrandbebauung ausgeführt. An der verhältnismäßig prunkvollen Schauseite führt eine große Toreinfahrt in einen Hof, der als Grünanlage mit Spielplätzen gestaltet ist. Der Zugang zu den Wohnungen erfolgt vom Innenhof über diverse (nummerierte) Stiegenhäuser. Wegen der oft opulent gestalteten Eingänge nennt man den Stil der Gemeindebauten scherzhaft auch „Arbeiterbarock“.
Die Gemeindebauanlagen verfüg(t)en oft auch über Einrichtungen wie Städtische Bücherei, Kindertagesheim, Wäscherei, Theatersaal, Kinderfreibad, Hallenbad, Ärztezentren oder Einkaufszentren. Paradebeispiele für Mega-Wohnkomplexe mit vielen Zusatzangeboten sind der Sandleitenhof im 16. (über 4000 Bewohner), der Karl-Marx-Hof im 19. und der Rabenhof im 3. Bezirk.
Auf den Anlagen aus dieser Zeit wurden Bauherr und Finanzierungsquelle durchaus auffällig angeschrieben, z. B. mittels Aufschrift an der Fassade mit dem Text Wohnhausanlage der Gemeinde Wien, errichtet in den Jahren 1925 bis 1927 aus den Mitteln der Wohnbausteuer.
Viele Gemeindebauten tragen Namen, neben einigen geografischen Bezeichnungen vorwiegend Personennamen. Neben Prominenten wie Haydn, George Washington, Goethe, Heinrich Heine, Robert Blum, Theodor Herzl, Strindberg, Freud, Einstein, Bertha von Suttner und Richard Strauss wurden im Roten Wien vor allem bekannte Sozialisten und Sozialdemokraten wie Karl Marx, Friedrich Engels, Ferdinand Lassalle, Karl Liebknecht, Friedrich Ebert, Victor Adler, Franz Siegel und Jean Jaurès geehrt. Seit 1945 kamen Politiker wie Per Albin Hansson, George Marshall, Dag Hammarskjöld und Olof Palme und andere Prominente wie Frédéric Chopin, Arthur Schnitzler, Oskar Werner, Helmut Qualtinger, Viktor Frankl und Friedensreich Hundertwasser dazu, aber auch wenig bekannte, im jeweiligen Bezirk tätig gewesene Politiker.

## Kirchen

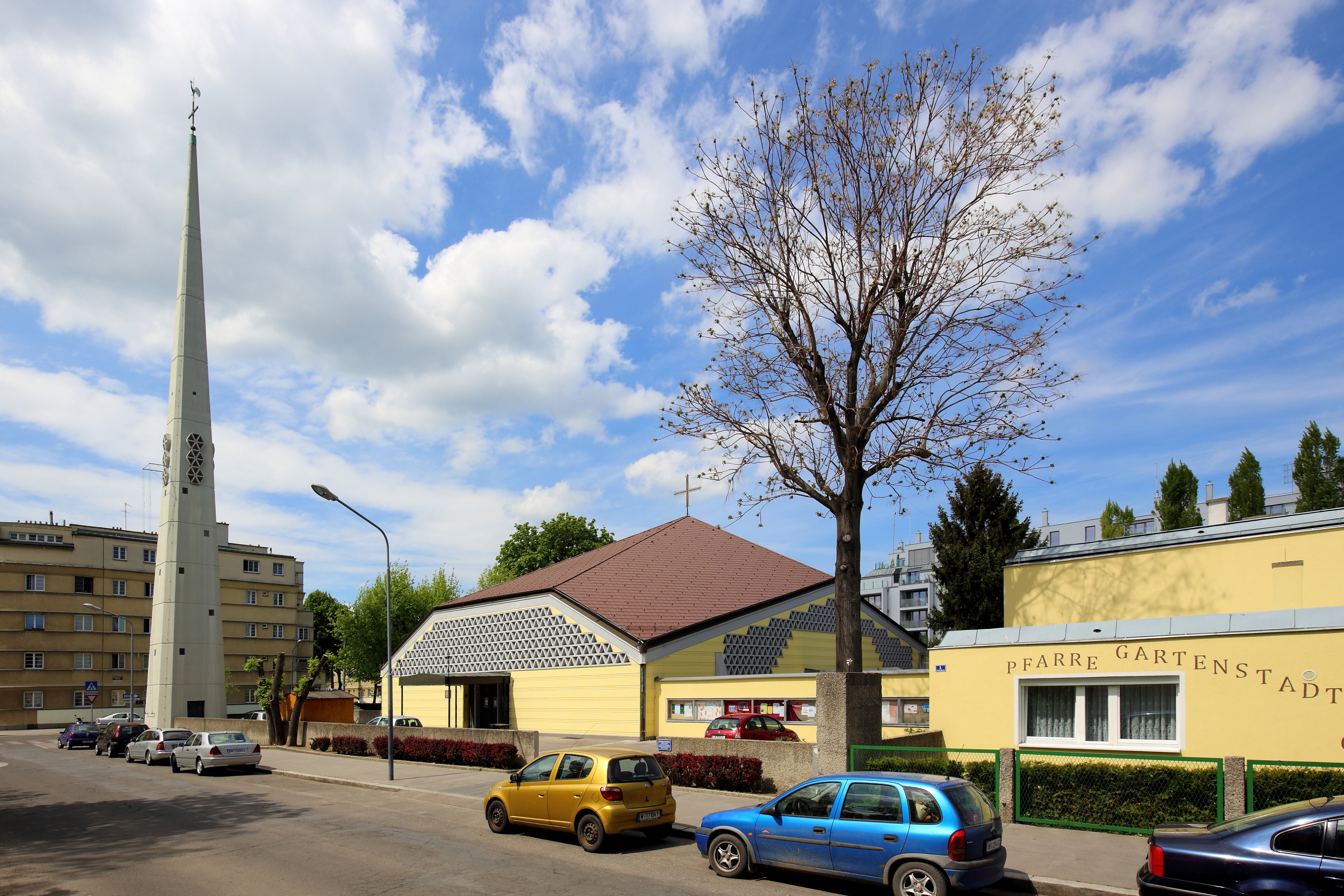
Pfarrkirche Gartenstadt

Dem Karl-Marx-Hof wurde 1934 nachträglich die Unterheiligenstädter Pfarrkirche beigestellt, analog dem Karl-Seitz-Hof die Pfarrkirche Gartenstadt, die noch den ursprünglichen Namen Gartenstadt des Hofes anzeigt. Beim Heinz-Nittel-Hof war die Markuskirche bereits beim Entwurf Teil der Planung. Die Kirche Am Schöpfwerk am Rande der Großwohnhausanlage Am Schöpfwerk wurde so wie diese vom Architekten Viktor Hufnagl geplant.
Von 1977 bis 1981 wurden in Floridsdorf und der Donaustadt drei Kirchliche Mehrzweckhallen errichtet, die Pfarrkirche St. Christoph am Rennbahnweg bei den Trabrenngründen, die Seelsorgestation St. Michael beim Dr.-Koch-Hof und die Pfarrkirche St. Claret-Ziegelhof in der Quadenstraße beim Gemeindebau Ziegelhofstraße.

## Überblick
- Liste der Wiener Gemeindebauten (Überblicksseite für die Listen der einzelnen Bezirke)

## Andere Städte
Auch andere Städte bauten in der Zwischen- und Nachkriegszeit Mehrfamilienhäuser, die allerdings nicht immer als Gemeindebauten bezeichnet wurden. Diese waren auch oft nur für Bedienstete der jeweiligen Städte konzipiert. Die meisten Gemeindebauten außerhalb Wiens entstanden in Linz (vor allem im Franckviertel). Eine große kommunale Anlage aus der Zeit vor 1930 ist die Triestersiedlung in Graz-Gries, die später erweitert wurde. Auch in der Welser Neustadt entstanden in den 1920ern einige kommunale Bauten. Zu nennen sind ferner die Gebäude in Salzburg-Lehen. Die Stadt Leoben verfügt über Gemeindebauten, die aus der zweiten Hälfte des 20. Jahrhunderts stammen.
Sonderfälle sind Bauten, die im Wiener Umland entstanden, und dann ab 1938 von der Gemeinde Wien verwaltet wurden, so gibt es zwei Bauten der damals noch selbständigen Marktgemeinde Atzgersdorf, die nunmehr als Wiener Gemeindebauten fungieren. Ein Kuriosum sind die (nicht mehr der Stadt Wien gehörenden) Anlagen, die in den frühen 1950ern entstanden, als Groß-Wien formal noch Bestand hatte: nahe dem Laaber Spitz in Breitenfurt und in der Lobaustraße in Groß-Enzersdorf.

## Filme
- Der Gemeindebau – Eine Institution schreibt Geschichte. Teil 1: Von der Stadtmauer zur Gemeindeburg. Dokumentarfilm mit Archivaufnahmen, Österreich, 2018, 45:30 Min., Buch und Regie: Wolfgang Winkler, Produktion: Pammer Film, ORF, Reihe: zeit.geschichte, Erstsendung: 3. März 2018 bei ORF III, Inhaltsangabe mit Vorschau von ORF, online-Video von ORF.
- Der Gemeindebau – Eine Institution schreibt Geschichte. Teil 2: Phoenix aus der Asche. Dokumentarfilm mit Archivaufnahmen, Österreich, 2018, 45:30 Min., Buch und Regie: Wolfgang Winkler, Produktion: Pammer Film, ORF, Reihe: zeit.geschichte, Erstsendung: 3. März 2018 bei ORF III.
- Wohnbaukultur in Wien – Von der Gründerzeit zum Gemeindebau. Dokumentarfilm mit Archivaufnahmen, Österreich, 2013, 43:41 Min., Buch und Regie: Rosa Maria Plattner, Produktion: SteKo Film, ORF, Inhaltsangabe von ARD. Gemeindebau ab 14:23 Min., Gespräche anlässlich der Dauerausstellung Das Rote Wien im Waschsalon Karl-Marx-Hof,[9] u. a. mit Friedrich Achleitner, Lilli Bauer, Werner T. Bauer, Katharina Prantl.